# Оранжевый Ж
Оранжевый Ж (динатриевая соль 1-(бензолазо)-2-нафтол-6,8-дисульфокислоты) — органическое соединение с химической формулой C16H10N2Na2O7S2, относящееся к азокрасителям. Оранжевый порошок, применяющийся в микроскопии для окрашивания препаратов.
Синонимы: кислотный оранжевый светопрочный, 1-фенилазо-2-гидроксинафталин-6,8-дисульфокислоты динатриевая соль, orange G, crystal orange G, fast acid orange G, fast light orange G, Patentorange, wool orange 2G, C. I. 16230.

## Свойства
Жёлто-красный или оранжево-красный порошок. Молярная масса 452,36 г/моль, хорошо растворим в воде с образованием жёлто-красного раствора, плохо растворим в этиловом спирте.

## Применение
Применяется в биологии для микроскопических препаратов в составе различных методик окрашивания. С его помощью окрашивают протоплазму, гипофиз человека, используют при диагностировании рака в гистологии. Входит в составы множественного окрашивания, например по Гроссо с пиронином Ж и метиловым зелёным, также с эозином и толуидиновым голубым.